# Robert Sighiartău
Robert-Ionatan Sighiartău (n. 15 martie 1989, Bistrița⁠(d), Bistrița-Năsăud, România) este un deputat român, ales în legislaturile 2016-2020 și 2020-2024. Este Membru în Comisia pentru buget, finanțe și bănci. 